# Raúl Barceló
Raúl Alberto Barceló (Alta Gracia, Córdoba, 10 de julio de 1954) es un periodista argentino especializado en automovilismo y motociclismo.

## Trayectoria
En Córdoba, su provincia natal, trabajó como periodista en Radio Universidad, LV3, Canal 10 y Canal 8. 

### En Buenos Aires: década del '80
Tiempo más tarde, entró en la televisión de Buenos Aires en el año 1982 como coconductor del noticiero "60 minutos" (1982-1983) en ATC (Argentina Televisora Color) y luego continuó en el noticiero "28 Millones" (1983-1984) conducido por Roberto Maidana. desembarcó en Buenos Aires con programas televisivos en ATC, como 30 Millones (1984-1985), TVI (1985-1986), 24 Horas (1988), Diez Noticias en Diez Minutos (1989) y Buenas Noches País (1989-1990). 

### Década del 90'
Una Hora de Noticias (1990-1991), Graciela y Andrés, de Una a Tres (1991-1992) y en calidad de conductor en programas como Coche a la Vista (1984 a 1996 - ATC), Campeonato Argentino de TC 2000 (años 1984 a 1989), Club Argentino de Pilotos (años 1982 a 1989), Turismo Carretera (años 1985 a 1989), Formula 2 Codasur (años 1983 y 1985( y Fórmula 3 Sudamericana, además del Campeonato Mundial y Argentino de Motociclismo de Velocidad categorías Supercross, Motocross y categorías 500, 250 y 125 cc (centímetros cúbicos), más otras categorías con Dario Rinaldi, Ricardo Francisco Jose Pallero, Guillermo Canepa, Martha Perin, Jorge Ocampo, Jorge Drago, Oscar Miranda, Nestor Carbia, Juan Carlos Lopresti, Héctor Ramón Acosta, Alberto Hugo Cando (hijo), Roberto Eguia, Ernesto Testa, Fernando Javier Tornello, Felipe McGough (padre), Fernando Oscar Gañete, Oscar Gañete Blasco, Juan Alfredo Gentile, Carlos Alberto Pairetti (padre), Juan Manuel Bordeu, Gustavo Morea, Santiago Carreño, Hugo Blas de Villa, Guillermo Willy Perez (Mundial de Motociclismo) y (Argentino de Velocidad) y Diego Valenzuela, Santiago Carreño, Claudio Pesce (años 1994 y 1995 por ATC), Enrique Weingardt, Gustavo Juarez hijo mayor hermano de Maximiliano chasista de Turismo Carretera del profesor Alberto Oscar Juarez y Osvaldo Frias en la parte informática de Campeones del Camino y Coche A La Vista tv mediante la CDA del ACA y la CAF de la ACTC en la parte estadística en las transmisiones de Formula 1 Internacional se podrian haber sumado Ricardo Delgado, Oscar Daniel Fittipaldi, Nestor Palmetti, Ricardo Delgado, y ex pilotos de la maxima como Carlos Alberto Reutemann, Miguel Angel Guerra, Ricardo Hector Zunino, Enrique Oscar Mansilla el colombiano/argentino Roberto Jose Guerrero, el español Emilio de Villota y el mexicano Hector Alonso Rebaque, Enrique Oscar Mansilla Mundial de Motociclismo de Argentina ediciones (1987 y 1994 por ATC), Rally... y Algo Más con Miguel Ángel Motta y Marcelo Ingaramo (1992 a 1996, ATC), Desde Boxes, Ya! con Gustavo Morea (desde 1996 - América Sports y actualmente en El Garage TV), Auto News (América Sports), Rally con Gabriel Rodolfo Raies (ESPN 2), Rally Dakar con Mauricio Luis Damon Gallardo (Canal 7), Circuito Fox por Fox Sports, relatos de la categoría Rally WRC, WTCC y DTM. con Pablo Schillaci, Mauricio Luis "Damon" Gallardo, Esteban Guerrieri, el mexicano Luis Manuel "Chacho" López, Pablo Vignone y Enrico Tornello.

### Periodismo general
En política general, fue colaborador del programa "Tiempo Nuevo" con Bernardo Neustadt, y fue coconductor de programas radiales con Roberto Maidana y Juan Carlos Rousselot. Fue coconductor y reportero de los noticieros de ATC desde 1982 hasta 1993.

### Deporte motor
En 1981, se sumó a las transmisiones televisivas a todo el país  como comentarista para el Gran Premio de la República Argentina de Fórmula 1 de ese año por ATC Argentina Televisora Color al lado de Héctor Ramón Acosta en el Club Argentino de Pilotos para el año 1982 relator histórico. Fue presentador, relator y/o comentarista de las carreras de categorías nacionales de automovilismo en ATC como Turismo Carretera, Turismo Competición 2000, Turismo Nacional, Fórmula 1 Internacional años 1989 junto a Carlos Reutemann y en soledad en 1990 sin tener comentaristas a su lado y otras, junto a Fernando Tornello, Felipe McGough, Roberto Eguía, Oscar Gañete Blasco, Fernando Gañete Blasco, Ernesto Testa, Juan Manuel Bordeu, Carlos Alberto Reutemann mas Alberto Hugo Cando hijo, Oscar Daniel Fittipaldi y Diego Valenzuela. También se sumó en las transmisiones televisivas del Top Race V6 y Top Race Junior haciendo boxes, notas y entrevistas para los canales A24 y América 2. Transmitió los mundiales de motociclismo años 1987 y 1994 realizados en Argentina junto a Gustavo Morea. Además, fue columnista de Radio Mitre, Radio América y FM Milenium. Fue conductor del célebre programa de automovilismo "Coche a la Vista" por ATC, (primero junto a Héctor Ramón Acosta, luego con Oscar Gañete Blasco, Alfredo Parga, Miguel Angel Merlo, Juan Manuel Bordeu, Juan Carlos Valenzuela, Diego Valenzuela y Alberto Hugo Cando hijo) desde los días domingo 19 de agosto de 1984 hasta que concluyó, el día domingo 29 de septiembre de 1996.

### Década del 2000
Condujo el programa "Rally" por ESPN junto al múltiple campeón Gabriel Raies de 2003 a 2008. Fue comentarista de las transmisiones de Rally Mundial, WTCC y DTM para Fox Sports y para ESPN para Sudamérica. 
En gráfica estuvo en el Diario Córdoba (Argentina) y Revista Corsa. Condujo los eventos denominados Charlas técnicas de YPF por todo el país que brindaba la empresa petrolera. Actualmente continúa produciendo y conduciendo Desde Boxes desde 1996, por El Garage TV.

## Distinciones
Entre otras distinciones, en 1993, la Municipalidad de Alta Gracia lo distinguió como Hijo Dilecto y en 1983 fue nombrado uno de los 10 jóvenes sobresalientes de la Provincia de Córdoba otorgado por la Bolsa de Comercio de esa provincia. Fue organizador y conductor del evento "50 años del Torino y La Misión Argentina" en "La Fortaleza" de Berta, en Alta Gracia, en 2019, que tuvo resonancia nacional.